# آني ولز
آني ولز (بالإنجليزية: Annie Wells)‏ هي صحفية ومصورة أمريكية، ولدت في 24 مارس 1954.